# Typhlodromus xingchengensis
Typhlodromus xingchengensis är en spindeldjursart som beskrevs av Wu, Lan och Zhang 1992. Typhlodromus xingchengensis ingår i släktet Typhlodromus och familjen Phytoseiidae. Inga underarter finns listade i Catalogue of Life.